# Antennospora caribbea
Antennospora caribbea är en svampart som beskrevs av Meyers 1957. Antennospora caribbea ingår i släktet Antennospora och familjen Halosphaeriaceae.   Inga underarter finns listade i Catalogue of Life.